# Zuzana Růžičková
Pour les articles homonymes, voir Růžičková.
Zuzana Růžičková, née à Plzeň (Tchécoslovaquie) le 14 janvier 1927 et morte le 27 septembre 2017, à Prague (République tchèque), est une claveciniste tchèque.

## Biographie

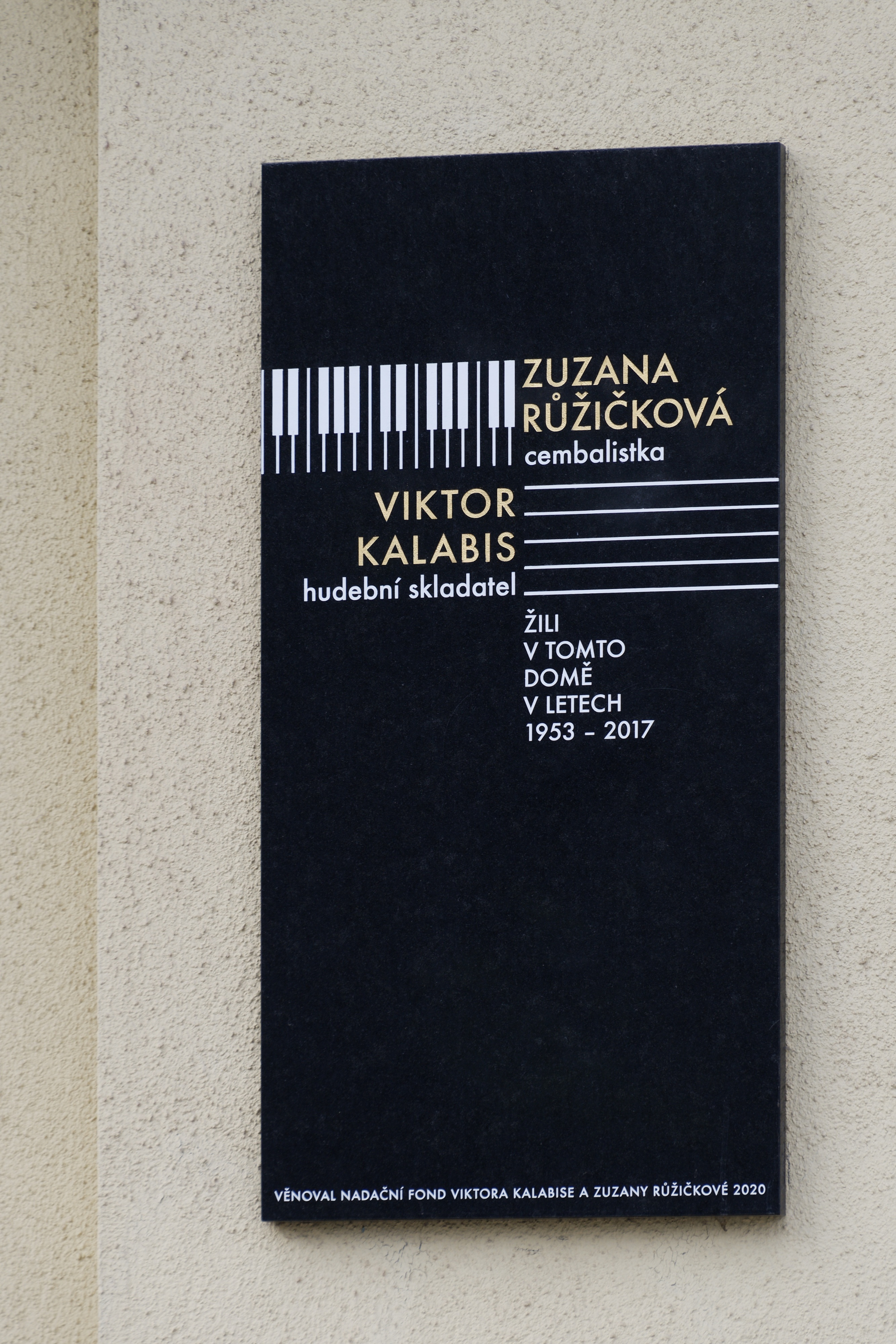
Plaque commémorative de Zuzana Růžičková et Viktor Kalabis, Prague 3, Slezská 107, République tchèque

Enfant, Zuzana Růžičková étudie la musique mais, étant juive, elle est déportée au camp de concentration de Theresienstadt de 1941 à 1945 – son père y meurt au printemps 1943 – puis à Auschwitz au Block des enfants, transférée à Hambourg, où elle déblaie les ruines des bombardements, puis à Bergen-Belsen, où elle est libérée par les Britanniques avec sa mère. Ses mains sont très abîmées mais elle travaille dix à douze heures par jour pour retrouver son habileté.
Elle reprend ensuite des études musicales à Plzeň et à Prague.
Elle remporte le Concours international de Munich en 1956. La claveciniste Marguerite Roesgen-Champion l'invite à suivre ses cours en France.
À partir de 1951, elle enseigne à Prague ainsi qu’à Bratislava de 1978 à 1982.
Elle est également invitée à enseigner à Zurich, Stuttgart, Cracovie, Budapest, Riga et Tokyo.
Zuzana Růžičková a enregistré 65 albums, comprenant notamment l'intégrale de Bach pour le clavecin. Elle a enregistré une Sarabande extraite des Suites anglaises de Bach, à Paris en 1972 pour son anniversaire.

### Vie privée
Son mari, Viktor Kalabis, était compositeur.

## Prix
- 1956 : Concours international de Munich

## Décoration
- Chevalière de l'ordre des Arts et des Lettres (2003)

## Documentaire
- Zuzana Ruzickova, la musique d'une vie, réalisé par Peter Getzels, 2016.